# Asedio de Takamatsu
El asedio de Takamatsu de 1582 fue un conflicto bélico que se desarrolló durante el período Sengoku de la historia de Japón en la que las fuerzas de Toyotomi Hideyoshi, quien se encontraba bajo el mando de Oda Nobunaga asedió el castillo Takamatsu, controlado por el clan Mōri.
Hideyoshi desvió el flujo del río cercano por medio de diques con el objetivo de inundar el castillo, lo que resultó en una relativamente rápida rendición de sus ocupantes. Hideyoshi construyó además una serie de torres desde los cuales los arcabuceros podían disparar sin obstaculizar sus disparos por la inundación causada. Al aumentar la intensidad de la batalla, la fortaleza recibió los refuerzos tanto del clan Kikkawa como del clan Kobayakawa por lo que Hideyoshi también solicitó la ayuda de Oda Nobunaga. Nobunaga envió un contingente mientras él se dirigió e hizo una escala en Honnō-ji. En este lugar, Nobunaga fue traicionado por uno de sus principales vasallos, Akechi Mitsuhide, y fue obligado a cometer seppuku. Este hecho es conocido con el nombre de Incidente en Honnō-ji.
Hideyoshi pronto tuvo noticias de la muerte de su señor, por lo que se apresuró a arreglar los términos de la rendición. Shimizu Muneharu, el comandante a cargo del castillo fue obligado a cometer seppuku en un bote en medio del lago artificial que se había creado con la inundación, a plena vista de todos.